# Jusići (miasto Zvornik)
Jusići (cyr. Јусићи) – wieś w Bośni i Hercegowinie, w Republice Serbskiej, w mieście Zvornik. W 2013 roku liczyła 275 mieszkańców.